# Рамирес Суарес, Хосе Карлос
Хосе Карлос Рамирес Суарес (исп. José Carlos Ramírez Suárez; родился 10 мая 1996 года, Парадас, Испания) — испанский футболист, защитник клуба «Депортиво Сан-Фернандо».

## Клубная карьера
Карлос — воспитанник клуба «Реал Бетис». В 2014 году он был включён в заявку. Для получения игровой практики Хуан выступал за дублёров. В 2015 году Карлос вместе в командой вышел в элиту, хотя не провёл ни одного матча за основу. 29 ноября 2016 года в поединке Кубка Испании против «Депортиво Ла-Корунья» Хуан дебютировал за основной состав. 4 декабря в матче против «Сельты» он дебютировал в Ла Лиге.

## Международная карьера
В 2015 году Карлос в составе юношеской сборной Испании выиграл юношеский чемпионат Европы в Греции. На турнире он был запасным и на поле не вышел.

## Достижения
Международные
 Испания (до 19)
- Чемпион Европы для игроков до 19 лет — 2015